# Star Mazda Championship 2007
Het Star Mazda Championship 2007 was het negende kampioenschap van de Formule Mazda. Het kampioenschap bestond uit 12 races in de Verenigde Staten en Canada, verdeeld over 12 raceweekenden. 
De Amerikaan Dane Cameron won het kampioenschap, terwijl Dan Tomlin, III en Steve Hickham het Expert en Masters kampioenschap wonnen.
Cameron wist het kampioenschap te winnen door acht van de twaalf races op het podium te finishen. De Australiër James Davison die tweede in het kampioenschap werd won één keer op Mosport International Raceway. De Canadees Lorenzo Mandarino won twee races maar eindigde als achtste in het kampioenschap, doordat hij zeven keer meer dan tiende werd. De Canadees Marco Di Leo won de eerste race op Sebring International Raceway, zijn enige overwinning in dit seizoen. Zijn broer Daniel eindigde als tweede in diezelfde race. De Amerikaan Ron White eindigde als derde in het kampioenschap, doordat hij twee races na elkaar won.

## Races
| Race | Datum       | Racenaam                       | Circuit                        | Locatie            |
| ---- | ----------- | ------------------------------ | ------------------------------ | ------------------ |
| 1    | 16 maart    | Sebring International Raceway  | Sebring International Raceway  | Sebring, FL        |
| 2    | 22 april    | Grand Prix of Houston          | Stratencircuit Houston         | Houston, TX        |
| 3    | 28 april    | Virginia International Raceway | Virginia International Raceway | Alton, VI          |
| 4    | 19 mei      | Miller Motorsports Park        | Miller Motorsports Park        | Tooele, UT         |
| 5    | 9 juni      | Portland International Raceway | Portland International Raceway | Portland, OR       |
| 6    | 24 juni     | Grand Prix of Cleveland        | Grand Prix of Cleveland        | Cleveland, OH      |
| 7    | 7 juli      | Grand Prix of Toronto          | Stratencircuit Toronto         | Toronto, ON        |
| 8    | 11 augustus | Road America                   | Road America                   | Elkhart Lake, WI   |
| 9    | 19 augustus | Grand Prix de Trois-Rivières   | Trois-Rivières, circuit        | Trois-Rivières, QC |
| 10   | 25 augustus | Mosport International Raceway  | Mosport International Raceway  | Bowmanville, ON    |
| 11   | 5 oktober   | Road Atlanta                   | Road Atlanta                   | Braselton, GE      |
| 12   | 20 oktober  | Mazda Raceway Laguna Seca      | Laguna Seca                    | Monterey, CA       |

## Uitslagen
| Pos           | Rijder            | SEB | HOU | VIR | MMP | POR | CLE | TOR | ROA | TRO | MOS | ATL | LAG | Punten |
| ------------- | ----------------- | --- | --- | --- | --- | --- | --- | --- | --- | --- | --- | --- | --- | ------ |
| 1             | Dane Cameron      | 4   | 1   | 1   | 4   | 17  | 2   | 1   | 2   | 2   | 3   | 8   | 2   | 450    |
| 2             | James Davison     | 3   | 7   | 4   | 2   | 13  | 17  | 5   | 4   | 11  | 1   | 5   | 3   | 389    |
| 3             | Ron White         | 21  | 4   | 2   | 7   | 3   | 5   | 17  | 1   | 1   | 17  | 6   | 19  | 360    |
| 4             | Nick Haye         | 9   | 5   | 8   | 6   | 15  | 11  | 15  | 3   | 3   | 9   | 7   | 4   | 348    |
| 5             | Jonathan Goring   | 10  | 3   | 15  | 3   | 9   | 1   | 14  | 18  | 15  | 7   | 4   | 6   | 346    |
| 6             | Alex Ardoin       | 12  | 10  | 11  | 10  | 8   | 6   | 3   | 17  | 13  | 11  | 3   | 1   | 345    |
| 7             | Devin Cunningham  | 15  | 13  | 13  | 12  | 1   | 8   | 2   | 6   | 16  | 12  | 2   | 9   | 344    |
| 8             | Lorenzo Mandarino | 5   | 22  | 5   | 1   | 11  | 18  | 19  | 15  | 12  | 2   | 1   | 18  | 329    |
| 9             | Marco di Leo      | 1   | 18  | 3   | 5   | 7   | 7   | 13  | 8   | 14  | 20  | 10  | 7   | 319    |
| 10            | Russell Walker    | 17  | 6   | 20  | 8   | 4   | 19  | 7   | 16  | 4   | 18  | 16  | 8   | 293    |
| 11            | Eric Freiberg     | 11  | 19  | 7   | 13  | 14  | 21  | 8   | 5   | 18  | 6   | 9   | 17  | 285    |
| 12            | Jonny Baker       | 20  | 20  | 9   | 19  | 18  | 13  | 9   | 20  | 5   | 4   | 17  | 11  | 270    |
| 13            | Charles Anti      | 8   | 17  | 10  | 11  | 16  | 9   | 16  | 10  | 17  | 10  |     | 14  | 258    |
| 14            | Steve Hickham     | 23  | 16  | 17  | 16  |     | 16  | 10  | 12  | 8   | 16  | 13  | 13  | 236    |
| 15            | Natacha Gachnang  |     |     |     | 9   | 2   | 3   | 6   | 7   | 10  | 8   |     |     | 217    |
| 16            | Scott Rettich     | 19  |     |     | 17  | 12  | 12  | 18  | 9   | 6   | 13  |     | 10  | 208    |
| 17            | Dan Tomlin, Jr.   | 22  | 23  | 18  |     |     | 15  | 11  | 14  |     | 15  | 15  | 12  | 179    |
| 18            | Tyson Sy          | 16  | 9   | 22  |     | 5   | 4   | 4   |     |     |     |     |     | 161    |
| 19            | Dan Tomlin, III   |     |     |     |     |     | 20  | 12  | 13  | 7   | 19  | 14  | 15  | 152    |
| =             | Phil Fogg, Jr.    | 13  | 14  |     | 18  | 10  |     | 20  |     | 9   |     |     | 16  | 152    |
| 21            | Tony Rivera       | 24  | 8   | 12  | 15  | 6   |     |     |     |     | 5   |     |     | 147    |
| 22            | Richard Zober     |     |     | 14  | 14  |     | 10  |     | 11  |     |     | 12  |     | 119    |
| 23            | Gerry Kraut       | 26  |     | 16  |     |     | 14  |     | 19  |     | 14  | 11  |     | 116    |
| 24            | Daniel di Leo     | 2   | 2   | 6   |     |     |     |     |     |     |     |     |     | 110    |
| 25            | Cole Morgan       | 6   | 21  | 19  |     |     |     |     |     |     |     |     |     | 62     |
| =             | Jamie Morrow      | 14  | 11  | 21  |     |     |     |     |     |     |     |     |     | 62     |
| 27            | John Zartarian    |     | 12  |     |     |     |     |     |     |     |     |     | 5   | 56     |
| 28            | Michael Duncalfe  | 25  | 15  | 24  |     |     |     |     |     |     |     |     |     | 44     |
| 29            | Ricardo Vassmer   | 7   |     | 23  |     |     |     |     |     |     |     |     |     | 42     |
| 30            | Sean Burstyn      | 18  |     |     |     |     |     |     |     |     |     |     |     | 18     |
| Expert Class  |                   |     |     |     |     |     |     |     |     |     |     |     |     |        |
| 1             | Dan Tomlin, III   |     |     |     |     |     | 20  | 12  | 13  | 7   | 19  | 14  | 15  | 124    |
| =             | Phil Fogg, Jr.    | 13  | 14  |     | 18  | 10  |     | 20  |     | 9   |     |     | 16  | 114    |
| 3             | Tony Rivera       | 24  | 8   | 12  | 15  | 6   |     |     |     |     | 5   |     |     | 112    |
| 4             | Richard Zober     |     |     | 14  | 14  |     | 10  |     | 11  |     |     | 12  |     | 96     |
| Masters Class |                   |     |     |     |     |     |     |     |     |     |     |     |     |        |
| 1             | Steve Hickham     | 23  | 16  | 17  | 16  |     | 16  | 10  | 12  | 8   | 16  | 13  | 13  | 192    |
| 2             | Dan Tomlin, Jr.   | 22  | 23  | 18  |     |     | 15  | 11  | 14  |     | 15  | 15  | 12  | 148    |
| 3             | Gerry Kraut       | 26  |     | 16  |     |     | 14  |     | 19  |     | 14  | 11  |     | 108    |
| Pos           | Rijder            | SEB | HOU | VIR | MMP | POR | CLE | TOR | ROA | TRO | MOS | ATL | LAG | Punten |

| Kleur       | Resultaat                     |
| ----------- | ----------------------------- |
| Goud        | Winnaar                       |
| Zilver      | 2de plaats                    |
| Brons       | 3de plaats                    |
| Groen       | 4de en 5de plaats             |
| Lichtblauw  | 6de–10de plaats               |
| Donkerblauw | Gefinisht buiten de Top 10    |
| Paars       | Niet gefinisht                |
| Rood        | Niet gekwalificeerd DNQ       |
| Bruin       | Teruggetrokken Wth            |
| Zwart       | Gediskwalificeerd DSQ         |
| Wit         | Niet Gestart DNS              |
| Blank       | Nam geen deel aan de race DNP |
| Blank       | Niet geracet                  |

| Toegevoegde info    |                     |
| vet                 | Pole positie 1 punt |
| cursief             | Snelste ronde       |
| Rookie van het Jaar |                     |
| Rookie              |                     |

| Kleur       | Resultaat                     |
| ----------- | ----------------------------- |
| Goud        | Winnaar                       |
| Zilver      | 2de plaats                    |
| Brons       | 3de plaats                    |
| Groen       | 4de en 5de plaats             |
| Lichtblauw  | 6de–10de plaats               |
| Donkerblauw | Gefinisht buiten de Top 10    |
| Paars       | Niet gefinisht                |
| Rood        | Niet gekwalificeerd DNQ       |
| Bruin       | Teruggetrokken Wth            |
| Zwart       | Gediskwalificeerd DSQ         |
| Wit         | Niet Gestart DNS              |
| Blank       | Nam geen deel aan de race DNP |
| Blank       | Niet geracet                  |

| Toegevoegde info    |                     |
| vet                 | Pole positie 1 punt |
| cursief             | Snelste ronde       |
| Rookie van het Jaar |                     |
| Rookie              |                     |

| Positie | 1  | 2  | 3  | 4  | 5  | 6  | 7  | 8  | 9  | 10 | 11 | 12 | 13 | 14 | 15 | 16 | 17 | 18 | 19 | 20 | 21 | 22 | 23 | 24 | 25 | 26 | 27 | 28 | 29 | 30 | 31 | 32 | 33 | 34 | 35 |
| ------- | -- | -- | -- | -- | -- | -- | -- | -- | -- | -- | -- | -- | -- | -- | -- | -- | -- | -- | -- | -- | -- | -- | -- | -- | -- | -- | -- | -- | -- | -- | -- | -- | -- | -- | -- |
| Punten  | 44 | 40 | 37 | 34 | 32 | 30 | 29 | 28 | 27 | 26 | 25 | 24 | 23 | 22 | 21 | 20 | 19 | 18 | 17 | 16 | 15 | 14 | 13 | 12 | 11 | 10 | 9  | 8  | 7  | 6  | 5  | 4  | 3  | 2  | 1  |

### Teams
| Pos | Team                 | Punten |
| --- | -------------------- | ------ |
| 1   | JDC Motorsports      | 275    |
| 2   | Maxwell Paper Racing | 194    |
| 3   | Velocity Motorsports | 182    |
| 4   | Team G. FRO          | 179    |
| 5   | AIM Autosport        | 174    |
| 6   | Mundill              | 166    |
| 7   | Andersen Racing      | 164    |
| 8   | Northwest Autosport  | 134    |
| 9   | John Walko Racing    | 125    |
| 10  | Team Tomlin          | 49     |
| 11  | Keirn Motorsports    | 19     |

1991 · 1992 · 1993 · 1994 · 1995 · 1996 · 1997 · 1998 · 1999 · 2000 · 2001 · 2002 · 2003 · 2004 · 2005 · 2006 · 2007 · 2008 · 2009 · 2010 · 2011 · 2012 · 2013 · 2014 · 2015 · 2016 · 2017 · 2018 · 2019 · 2020 · 2021 · 2022 · 2023 · 2024 · 2025